# Pædagog
 For alternative betydninger, se Pædagog (flertydig). (Se også artikler, som begynder med Pædagog)
En pædagog (det engelske navn for den danske titel er Bachelor in social education) er en fagprofessionel, der arbejder med børn, unge og udsatte borgere, deres udvikling, læring, dannelse og trivsel. Pædagoger arbejder typisk enten i vuggestuer eller børnehaver (dagtilbudsområdet), skole- og fritidsordninger (skole- og fritidsområdet) eller eksempelvis på dag- og døgninstitutioner (social- og specialområdet). En pædagog arbejder sammen med mange forskellige faggrupper herunder pædagogiske assistenter, pædagogmedhjælpere, men blandt andet også folkeskolelærere og socialrådgivere.

## Uddannelsen til pædagog
Uddannelsen til pædagog er en mellemlang videregående uddannelse og foregår typisk på en af landets professionshøjskoler. Uddannelsen varer 3½ år og  fører til en professionsbachelorgrad i pædagogik. På den aktuelle pædagoguddannelse starter alle studerende med en fællesdel (1. til 3. semester) eller grunduddannelse for derefter at få mulighed for at specialisere sig enten inden for dagtilbudspædagogik, skole- og fritidspædagogik eller social- og specialpædagogik. Uddannelsen er dog en generalistuddannelse, hvormed en pædagog med et "speciale" indenfor dagtilbudspædagogik godt kan få arbejde på eksempelvis et opholdssted indenfor socialområdet. En professionsbachelor i pædagogik giver endvidere også adgang til videreuddannelse på et universitet i eksempelvis generel pædagogik, pædagogisk filosofi osv.